# Steven Vertovec

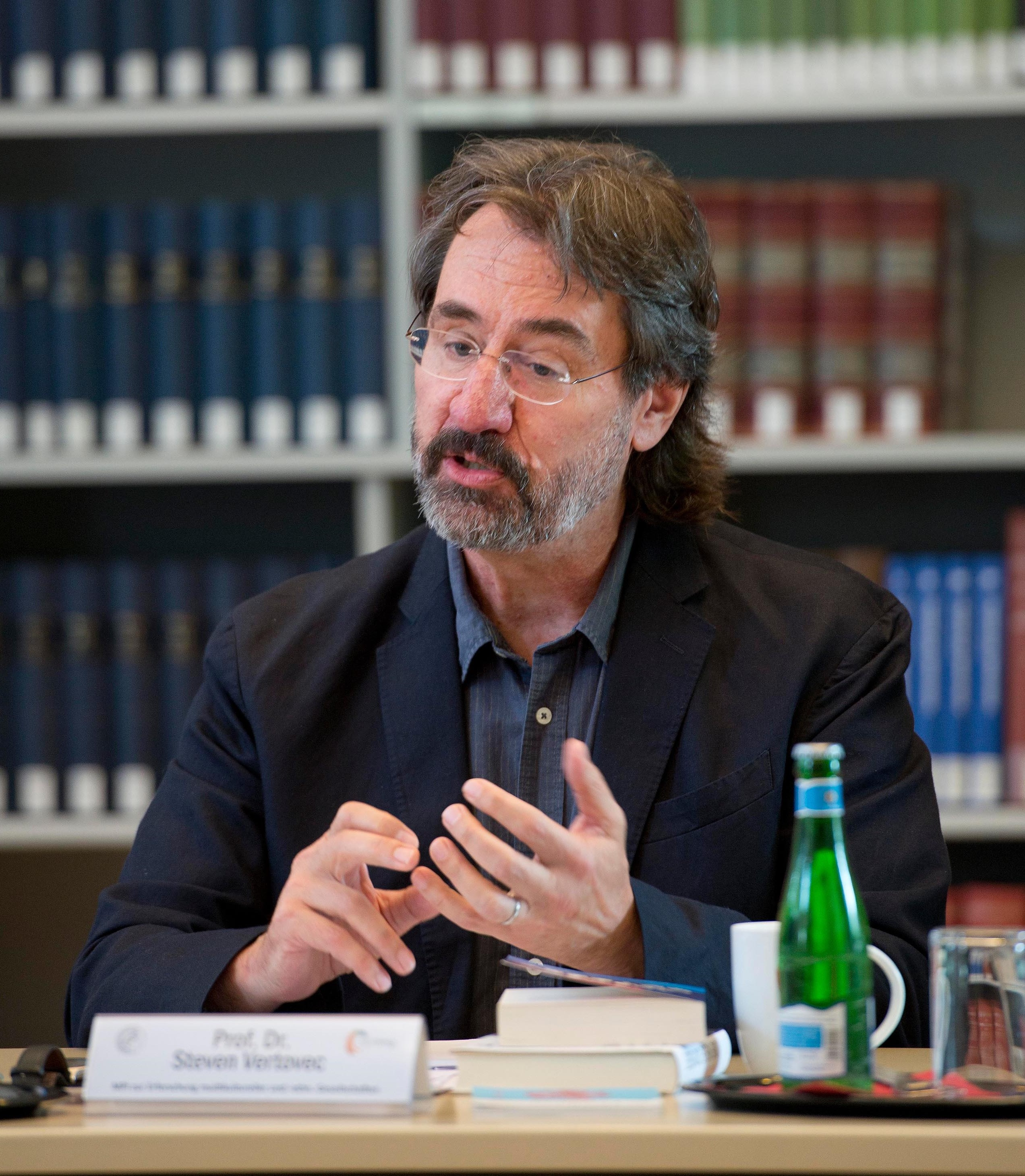
Steven Vertovec, 2017

Steven Vertovec (* 2. Juli 1957 in Chicago) ist ein US-amerikanischer Soziologe, Ethnologe und Religionswissenschaftler. Er ist Gründungsdirektor am Max-Planck-Institut zur Erforschung multireligiöser und multiethnischer Gesellschaften. Seit dem Jahr 2007 prägte er den sozialwissenschaftlichen Begriff Superdiversität.

## Wissenschaftlicher Werdegang
Vertovec erwarb das Bachelor-Examen 1979 an der University of Colorado in Boulder und das Master-Examen 1982 an der University of California in Santa Barbara. Danach studierte er Sozialanthropologie an der britischen University of Oxford, wo er 1988 promoviert wurde. Anschließend war er Professor für Transnational Anthropology in Oxford und von 2002 bis 2007 Direktor des Centre on Migration, Policy and Society (COMPAS) beim Economic and Social Research Council der britischen Regierung. Seit November 2007 ist er Gründungsdirektor am Max-Planck-Institut zur Erforschung multireligiöser und multiethnischer Gesellschaften in Göttingen sowie Honorarprofessor für Soziologie und Ethnologie an der Universität Göttingen. Von 2008 bis 2011 gehörte er dem Sachverständigenrat deutscher Stiftungen für Integration und Migration an. Seit 2018 ist Vertovec Ehrendoktor der Universität Lüttich.

## Prägung des Begriffes Superdiversität
Über die Fachwissenschaft hinaus erlangte Vertovec Bekanntheit durch den von ihm geprägten Begriff der Superdiversität, den er im Jahr 2007 in einem Zeitschriftenaufsatz erstmals einführte. Mit Superdiversität beschreibt er eine neue, komplexere Form von Diversität, die Einwanderungsgesellschaften durch den Zuzug und das Zusammenleben von vielfältigen Einwanderungsgruppen und schon lange ansässigen Gruppen erfahren.

## Schriften (Auswahl)
- Superdiversity – Migration und Social Complexity. London, Routledge, 2023.
  - deutschsprachige Ausgabe: Superdiversität. Migration und soziale Komplexität. Aus dem Amerikanischen von Alexandra Berlina, Suhrkamp, Berlin 2024, ISBN 978-3-518-58815-4.
- Steven Vertovec et al.: Adressing the diversity of asylum-seekers‘ needs and aspirations. A report to the Volkswagen Foundation. MMG Working Paper 17-05, 2017, ISSN 2192-2357 (Online)
- Talking around super-diversity. In: Ethnic and Racial Studies, 42. Jahrgang, Heft 1, Januar 2019, S. 125–139 (Online).
- Herausgeber gemeinsam mit Susanne Wessendorf: The Multiculturalism Backlash: European Discourses, Policies and Practices. Routledge, London 2010, ISBN 978-0-415-55649-1.
- Transnationalism. Routledge, London/New York 2009, ISBN 978-0-415-43298-6.
- Super-diversity and its implications. In: Ethnic and Racial Studies, 30. Jahrgang, Heft 6, November 2007, S. 1024–1054 (Online).
- Herausgeber gemeinsam mit Robin Cohen: Conceiving cosmopolitanism. Theory, context and practice. Oxford University Press, Oxford 2002, ISBN 0-199-25227-0.
- The Hindu diaspora. Comparative patterns. Routledge, London/New York 2000, ISBN 0-415-23892-7.